# Enrico di Anhalt-Köthen
Enrico di Anhalt-Köthen (Köthen, 30 luglio 1778 – Köthen, 23 novembre 1847) era figlio di Federico Ermanno di Anhalt-Köthen-Pleß e fratello di Ferdinando Federico e suo successore al trono del Ducato di Anhalt-Köthen.

## Biografia
Enrico si sposò nel 1819 con Augusta (* 3 agosto 1794 - 13 luglio 1855), figlia del Principe Enrico XLIV di Reuss-Köstritz e di Augusta Riedesel di Eisenbach.
Malato in gioventù, si affidò più volte all'omeopatia, ingaggiando al proprio servizio il medico Samuel Hahnemann dal 1821.
Negli anni 1841-47 Enrico fu Principe di Anhalt-Pless, ed erede dell'Alta Slesia, secondo quanto asserito da Gottlieb Krause nelle sue opere, che dal 1842 venne nominato bibliotecario del Castello di Köthen.
La sua salute cagionevole, ad ogni modo, lo affidò nuovamente alle cure mediche di Arthur Lutze nel 1846.
Il Duca Enrico entrò nel 1796 nell'armata prussiana, venendo nominato nel 1806 Maggiore, e raggiungendo in pochi anni il grado di Generale Maggiore. Nel 1830 venne nominato Cavaliere dell'Ordine dell'Aquila nera e succedette al fratello nel titolo di Duca di Anhalt-Köthen. Dal 1848 venne nominato Generale a capo della fanteria.
Grazie alla sua bravura diplomatica, nel 1840, riuscì ad allontanare le pretese del Duca Alessandro Carlo di Anhalt-Bernburg sull'Anhalt-Köthen. La "Heinrichsplatz" di Köthen è ancora oggi dedicata al Duca Enrico.
Alla sua morte, nel 1847, venne sepolto nella chiesa di San Giacomo di Köthen. Con la sua morte, avvenuta senza eredi, l'Anhalt-Köthen terminò la propria esistenza e confluì nell'Anhalt-Bernburg e poi nell'Anhalt-Dessau.

## Ascendenza
|                                                      |                                                    |                                                    | Genitori                                              |  |  | Nonni |  |  | Bisnonni                                       |  |  | Trisnonni                              |  |
|                                                      |                                                    |                                                    |                                                       |  |  |       |  |  | 8. Emanuel Lebrecht, principe di Anhalt-Köthen |  |  | 16. Emanuel, principe di Anhalt-Köthen |  |
|                                                      |                                                    |                                                    |                                                       |  |  |       |  |  | 8. Emanuel Lebrecht, principe di Anhalt-Köthen |  |  | 16. Emanuel, principe di Anhalt-Köthen |  |
|                                                      |                                                    | 17. Anna Eleonore zu Stolberg-Wernigerode          |                                                       |  |  |       |  |  | 8. Emanuel Lebrecht, principe di Anhalt-Köthen |  |  |                                        |  |
| 4. August Ludwig, principe di Anhalt-Köthen          |                                                    |                                                    |                                                       |  |  |       |  |  | 8. Emanuel Lebrecht, principe di Anhalt-Köthen |  |  |                                        |  |
|                                                      |                                                    | 9. Gisela Agnes von Rath                           | 18. Balthasar Wilhelm von Rath                        |  |  |       |  |  |                                                |  |  |                                        |  |
|                                                      |                                                    | 9. Gisela Agnes von Rath                           | 18. Balthasar Wilhelm von Rath                        |  |  |       |  |  |                                                |  |  |                                        |  |
|                                                      |                                                    | 9. Gisela Agnes von Rath                           | 19. Magdalene Dorothee von Wuthenau                   |  |  |       |  |  |                                                |  |  |                                        |  |
| 2. Friedrich Erdmann, principe di Anhalt-Köthen-Pleß |                                                    | 9. Gisela Agnes von Rath                           |                                                       |  |  |       |  |  |                                                |  |  |                                        |  |
|                                                      |                                                    | 10. Erdmann II, principe di Promnitz-Pless         | 20. Balthasar Erdmann, conte di Promnitz-Pless        |  |  |       |  |  |                                                |  |  |                                        |  |
|                                                      |                                                    | 10. Erdmann II, principe di Promnitz-Pless         | 20. Balthasar Erdmann, conte di Promnitz-Pless        |  |  |       |  |  |                                                |  |  |                                        |  |
|                                                      |                                                    | 10. Erdmann II, principe di Promnitz-Pless         | 21. Emilie Agnes Reuß zu Schleiz                      |  |  |       |  |  |                                                |  |  |                                        |  |
| 5. Emilie von Promnitz-Pless                         |                                                    | 10. Erdmann II, principe di Promnitz-Pless         |                                                       |  |  |       |  |  |                                                |  |  |                                        |  |
|                                                      |                                                    | 11. Anna Marie von Sachsen-Weissenfels             | 22. Johann Adolf I, duca di Sassonia-Weissenfels      |  |  |       |  |  |                                                |  |  |                                        |  |
|                                                      |                                                    | 11. Anna Marie von Sachsen-Weissenfels             | 22. Johann Adolf I, duca di Sassonia-Weissenfels      |  |  |       |  |  |                                                |  |  |                                        |  |
|                                                      |                                                    | 11. Anna Marie von Sachsen-Weissenfels             | 23. Johanna Magdalena von Sachsen-Altenburg           |  |  |       |  |  |                                                |  |  |                                        |  |
| 1. Heinrich, duca di Anhalt-Köthen                   |                                                    | 11. Anna Marie von Sachsen-Weissenfels             |                                                       |  |  |       |  |  |                                                |  |  |                                        |  |
|                                                      | 12. Christian Ernst, conte di Stolberg-Wernigerode | 24. Ludwig Christian, conte di Stolberg-Gedern     |                                                       |  |  |       |  |  |                                                |  |  |                                        |  |
|                                                      | 12. Christian Ernst, conte di Stolberg-Wernigerode | 24. Ludwig Christian, conte di Stolberg-Gedern     |                                                       |  |  |       |  |  |                                                |  |  |                                        |  |
|                                                      | 12. Christian Ernst, conte di Stolberg-Wernigerode | 25. Christine von Mecklenburg-Güstrow              |                                                       |  |  |       |  |  |                                                |  |  |                                        |  |
| 6. Heinrich Ernst II, conte di Stolberg-Wernigerode  | 12. Christian Ernst, conte di Stolberg-Wernigerode |                                                    |                                                       |  |  |       |  |  |                                                |  |  |                                        |  |
|                                                      |                                                    | 13. Sophie Charlotte zu Leiningen-Westerburg       | 26. Johann Anton, conte di Leiningen-Westerburg       |  |  |       |  |  |                                                |  |  |                                        |  |
|                                                      |                                                    | 13. Sophie Charlotte zu Leiningen-Westerburg       | 26. Johann Anton, conte di Leiningen-Westerburg       |  |  |       |  |  |                                                |  |  |                                        |  |
|                                                      |                                                    | 13. Sophie Charlotte zu Leiningen-Westerburg       | 27. Christine Luise zu Sayn-Wittgenstein              |  |  |       |  |  |                                                |  |  |                                        |  |
| 3. Luise zu Stolberg-Wernigerode                     |                                                    | 13. Sophie Charlotte zu Leiningen-Westerburg       |                                                       |  |  |       |  |  |                                                |  |  |                                        |  |
|                                                      |                                                    | 14. August Ludwig, principe di Anhalt-Köthen (= 4) | 28. Emanuel Lebrecht, principe di Anhalt-Köthen (= 8) |  |  |       |  |  |                                                |  |  |                                        |  |
|                                                      |                                                    | 14. August Ludwig, principe di Anhalt-Köthen (= 4) | 28. Emanuel Lebrecht, principe di Anhalt-Köthen (= 8) |  |  |       |  |  |                                                |  |  |                                        |  |
|                                                      |                                                    | 14. August Ludwig, principe di Anhalt-Köthen (= 4) | 29. Gisela Agnes von Rath (= 9)                       |  |  |       |  |  |                                                |  |  |                                        |  |
| 7. Christiane Anna von Anhalt-Köthen                 |                                                    | 14. August Ludwig, principe di Anhalt-Köthen (= 4) |                                                       |  |  |       |  |  |                                                |  |  |                                        |  |
|                                                      |                                                    | 15. Emilie von Promnitz-Pless (= 5)                | 30. Erdmann II, principe di Promnitz-Pless (= 10)     |  |  |       |  |  |                                                |  |  |                                        |  |
|                                                      |                                                    | 15. Emilie von Promnitz-Pless (= 5)                | 30. Erdmann II, principe di Promnitz-Pless (= 10)     |  |  |       |  |  |                                                |  |  |                                        |  |
|                                                      |                                                    | 15. Emilie von Promnitz-Pless (= 5)                | 31. Anna Marie von Sachsen-Weissenfels (= 11)         |  |  |       |  |  |                                                |  |  |                                        |  |
|                                                      |                                                    | 15. Emilie von Promnitz-Pless (= 5)                |                                                       |  |  |       |  |  |                                                |  |  |                                        |  |

## Posizioni militari onorarie
| Forza militare                    | Unità              | Posizione |
| --------------------------------- | ------------------ | --------- |
| Forze armate del Regno di Prussia | Esercito prussiano | Generale  |